# تاتیانا شلوسبرگ
تاتیانا سلیا کندی شلوسبرگ (انگلیسی: Tatiana Celia Kennedy Schlossberg؛ زادهٔ ۵ مهٔ ۱۹۹۰) روزنامه‌نگار، و نویسنده محیط زیست اهل ایالات متحده آمریکا است.
او گزارشگر اخبار آب و هوا برای نیویورک تایمز بود و همچنین برای چندین نشریه از جمله آتلانتیک، واشینگتن پست، ونتی فر و بلومبرگ نوشته است. او نویسنده کتاب مصرف نامحسوس: تاثیرات محیطی که شما نمی دانید است که توسط انتشارات گرند سنترال در سال ۲۰۱۹ منتشر شده است. در سال ۲۰۲۰، این کتاب رتبه اول را در جایزه کتاب محیط زیست ریچل کارسون انجمن روزنامه نگاران محیط زیست کسب کرد.
شلوسبرگ متولد و بزرگ شده در شهر نیویورک، فارغ التحصیل دانشگاه ییل و دانشگاه آکسفورد است و در آنجا مدرک کارشناسی ارشد خود را در رشته تاریخ آمریکا دریافت کرد. او دختر طراح، ادوین شلوسبرگ و دیپلمات کرولاین کندی و نوه جان اف. کندی سی و پنجمین رئیس جمهور ایالات متحده و بانوی اول ژاکلین کندی اوناسیس است.